# سوپر اولترا
سوپر اولترا (به انگلیسی: Super Ultra) دومین میکس‌تیپ از خوانندهٔ بریتانیایی چارلی ایکس‌سی‌ایکس می‌باشد که در ۷ نوامبر سال ۲۰۱۲ به‌طور مستقل منتشر گردید.

## فهرست ترانه‌ها
| فهرست ترانه‌های سوپر اولترا | فهرست ترانه‌های سوپر اولترا     | فهرست ترانه‌های سوپر اولترا | فهرست ترانه‌های سوپر اولترا             | فهرست ترانه‌های سوپر اولترا |
| شماره                      | نام                            | نویسنده(ها)                | تهیه‌کننده(گان)                         | مدت                        |
| -------------------------- | ------------------------------ | -------------------------- | -------------------------------------- | -------------------------- |
| ۱.                         | «هالهٔ ابر» (به‌همراهٔ بروک کندی) | شارلوت ایچیسن بروک کندی    | جیزس میلین                             | ۲:۴۵                       |
| ۲.                         | «لحضه‌های عشق»                  | ایچیسن                     | آرت او نویز                            | ۱:۴۰                       |
| ۳.                         | «رؤیاهای مخملی (عشق)»          | ایچیسن                     | جیرافیج                                | ۳:۳۵                       |
| ۴.                         | «رقصیدن برای تو»               | ایچیسن                     | سینجین هاوکه                           | ۴:۴۵                       |
| ۵.                         | «درخشش»                        | ایچیسن                     | باثز                                   | ۲:۵۵                       |
| ۶.                         | «موج‌گرما»                      | هو تو درس ول ایچیسن        | جکسون                                  | ۲:۱۳                       |
| ۷.                         | «شب‌های سرد» (ریمیکس)           | ایچیسن بروک کندی           | هو تو درس ول فورست سوردز رودیب مک‌دانلد | ۳:۳۶                       |
| ۸.                         | «بخشش»                         | ایچیسن                     | جیکوب                                  | ۳:۳۵                       |
| مجموع مدت:                 | مجموع مدت:                     | مجموع مدت:                 | مجموع مدت:                             | ۲۴:۰۰                      |

یادداشت‌ها
- «شب‌های سرد» (ریمیکس) نسخهٔ ریمیکس ترانه‌ای از هو تو درس ول به‌همین نام می‌باشد.